# Desvio de Lamb
Em física, o desvio de Lamb, em homenagem a Willis Lamb, é uma pequena diferença na energia entre dois níveis de energia {\displaystyle 2s_{1/2}} e {\displaystyle 2p_{1/2}} do átomo de hidrogênio em mecânica quântica. Willis Lamb relatou esse recurso inesperado na fina estrutura do hidrogênio atômico na histórica Conferência Shelter Island sobre os Fundamentos da Mecânica Quântica em 1947.